# Panotrogus petrovizianus
Panotrogus petrovizianus är en skalbaggsart som beskrevs av Keith 2002. Panotrogus petrovizianus ingår i släktet Panotrogus och familjen Melolonthidae. Inga underarter finns listade i Catalogue of Life.